# Ross Anderson (Schauspieler)
Ross Anderson (* 15. Juli 1987 in Paisley, Schottland) ist ein britischer Schauspieler.

## Leben
Er wuchs in Bo’ness auf und absolvierte seine Schauspielausbildung am Drama Centre London. Seit Dezember 2022 ist er mit der Schauspielerin Claudie Blakley verheiratet. Er debütierte 2013 in der Miniserie Privates in der Rolle des Private Lomax als Fernsehschauspieler. In den folgenden Jahren erhielt er unter anderem Rollen in den Filmproduktionen Unbroken und Macbeth und war 2015 in drei Episoden der Fernsehserie Legends als Alex zu sehen. 2019 stellte er in Crawl die größere Rolle des Wayne dar. 2022 spielte er im Netflix Original The Last Kingdom in fünf Episoden die Rolle des Domnal. Im Folgejahr war er in derselben Rolle im dazugehörigen Spielfilm The Last Kingdom: Seven Kings Must Die zu sehen. 2024 wirkte er in Lift in der Rolle des Ross mit.

## Filmografie (Auswahl)
- 2013: Privates (Miniserie, 5 Episoden)
- 2013: Wayland’s Song
- 2014: The Silent Storm
- 2014: Unbroken
- 2015: Macbeth
- 2015: Legends (Fernsehserie, 3 Episoden)
- 2016: My Mother and Other Strangers (Miniserie, Episode 1x01)
- 2017: Three Girls – Warum glaubt uns niemand? (Three Girls, Miniserie, 3 Episoden)
- 2018: Between the Devil and the Deep Blue Sea (Kurzfilm)
- 2018: Operation Crucible
- 2019: Crawl
- 2019: Our Ladies
- 2020: Des (Miniserie, 2 Episoden)
- 2020: Der Befreier (The Liberator, Miniserie, 2 Episoden)
- 2021: The King’s Man: The Beginning (The King’s Man)
- 2022: The Last Kingdom (Fernsehserie, 5 Episoden)
- 2022: Granite Harbour (Fernsehserie, 2 Episoden)
- 2023: The Last Kingdom: Seven Kings Must Die
- 2023: The Tragedy of Macbeth (Fernsehfilm)
- 2024: Lift